# Kastell Pförring
Das Kastell Pförring (antiker Name Celeusum; neuzeitlich auch Epona, Eponaburgium, Epenberg, Pünburg, Pinoburgium) war ein römisches Reiterkastell. Es befindet sich heute rund 900 Meter nördlich in der Flur vor dem bayerischen Markt Pförring im Landkreis Eichstätt und wurde als Standort einer berittenen römischen Einheit zur Sicherung des Donauüberganges errichtet. Dieser Übergang findet im Nibelungenlied als ze Vergen Erwähnung.

## Lage

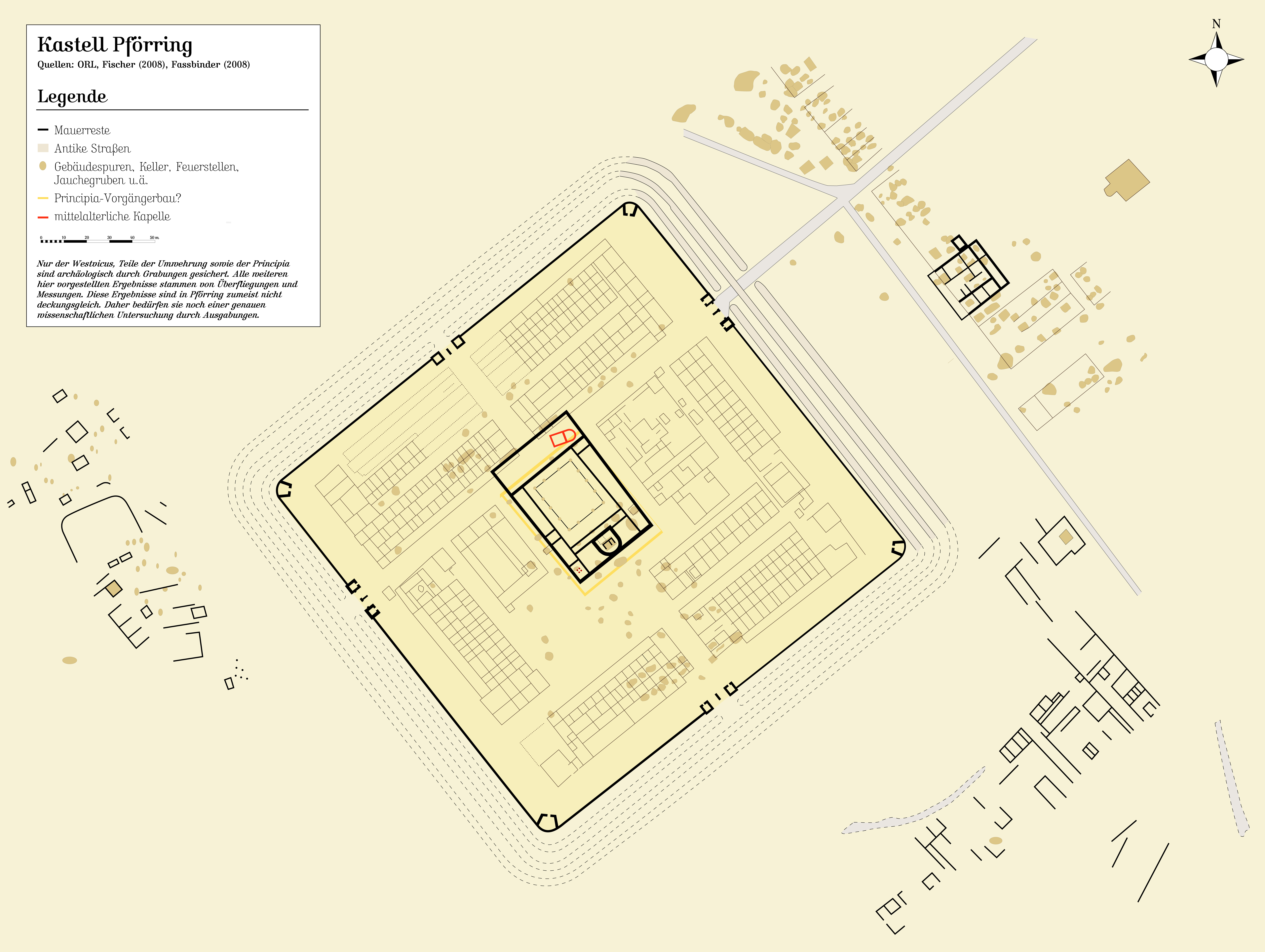
Kastell Pförring nach historischen und neuen Befunden

Das Kastell in seiner Lage zum Limes

Das Pförringer Gebiet war schon in vorgeschichtlicher Zeit besiedelt. Eine Kontinuität bis in römische Zeit konnte im Bereich des Militärlagers und seines Dorfes bisher nicht nachgewiesen werden. Der ehemalige Kastellplatz, auch als Biburg bekannt, liegt auf einem fast quadratischen kleinen Plateau am nordöstlichen Rand des Kelsbachtales und hebt sich mit seinen Böschungen deutlich von der Landschaft ab. Angepflanzte Bäume und Büsche deuten zusätzlich die ehemalige Umwehrung an. Neben der Porta Praetoria, dem Nordwesttor dieses Lagers, befindet sich heute ein alter baumumstandener Bierkeller. Im Süden liegt die Donauniederung, im Westen fließt der Kelsbach vorbei, der in seinem Namen noch an den antiken Ort erinnert. Vom Nordwesttor konnte das römische Militär die zum Kastell Eining führende Fernstraße einsehen. Pförring lag an der Donausüdstraße, zwischen den älteren Kastellen Eining und Kösching.

## Forschungsgeschichte
Bereits im 16. Jahrhundert wurden Gelehrte auf die Biburg aufmerksam. So war bereits Johannes Aventinus (1477–1534) ein heute in München aufbewahrter Weihestein bekannt, der neben der keltischen Pferdegöttin Epona auch die Campestres nennt, die von den römischen Legionären als Göttinnen des Exerzierplatzes angesehen wurden. Neben diesem Fund benannte der Gelehrte weitere Inschriftensteine, die allesamt auf den Feldern bei Pförring gefunden worden waren. Auf dem historischen Gelände, das Aventinus unter den Namen Pünburg, Epona, Pinoburgium und Eponaburgium bekannt war, sollen in dieser Zeit auch einige Münzfunde gemacht worden sein.

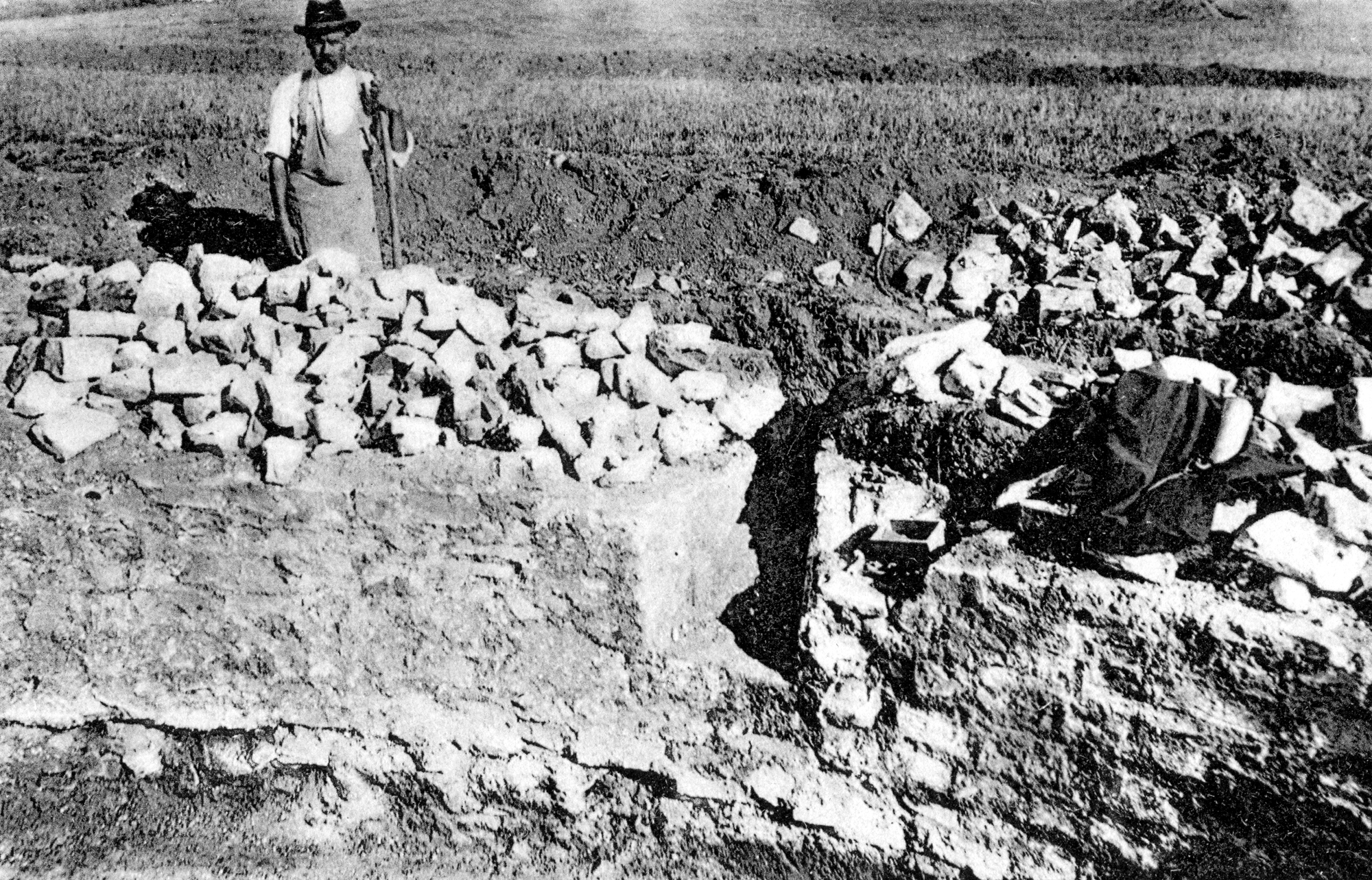
Eine während der Ausgrabungskampagne 1893 gemachte Aufnahme

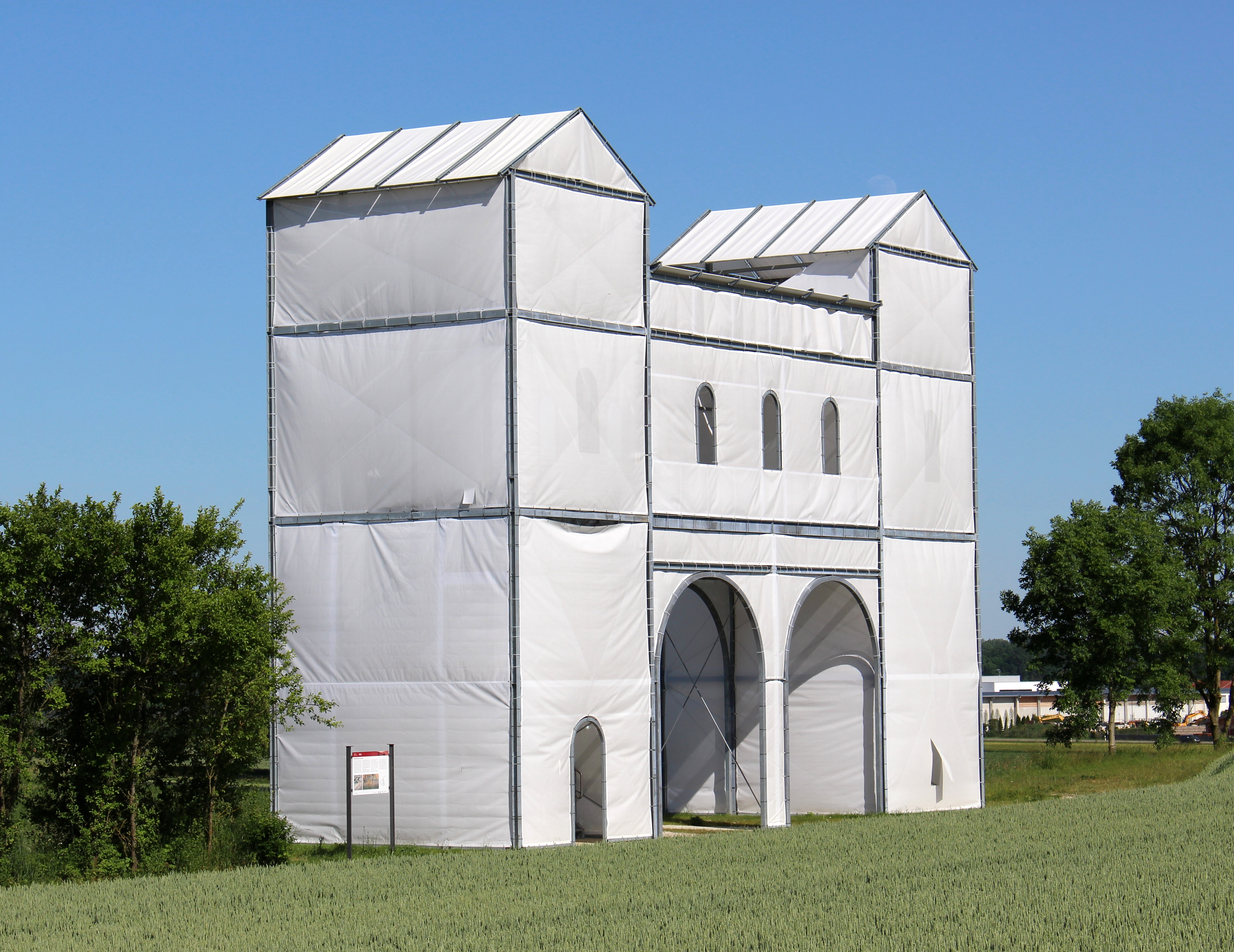
Der 2013 errichtete Rekonstruktionsversuch des Osttors aus modernen Materialien

Für 1838 wird berichtet, dass die Torzufahrten, Wälle und Gräben noch gut sichtbar sind und viele Münzen, insbesondere aus der Regierungszeit des Kaisers Hadrian (117–138), gefunden wurden. Bereits zuvor und auch später gruben Laien im Areal, wie der Gastwirt Ignaz Busch, der 1843 die Bauinschrift an der Porta decumana, dem südlichen Lagertor, entdeckte. Doch erst durch die Reichs-Limeskommission (RLK) fanden erste wissenschaftliche Grabungen statt. Der rund 194 × 201 Meter große Kastellplatz orientierte sich mit seiner Breitseite nach Nordwesten in die Richtung des antiken Straßenverlaufes. Die Ausgräber stellten einen umlaufenden, an den vier Toren aussetzenden Doppelspitzgraben fest, sondierten die Lage der vier Ecktürme und Tore und nahmen anschließend die Principia (Stabsgebäude) in näheren Augenschein. Insgesamt blieben aber auch die Principia bis auf das Fahnenheiligtum (Sacellum oder Aedes) weitgehend unerforscht.
1977 und 1978 fanden Notgrabungen westlich und südlich des Kastellgeländes statt. Notwendig geworden waren diese Maßnahmen durch den Bau der Bundesstraße 299. Die Wehranlage und das zugehörige Lagerdorf (Vicus) werden seit Jahrzehnten von Luftbildarchäologen überflogen. 2005 konnte die geplante Trassenführung einer Gasleitung durch das Lagerdorf weitgehend verhindert und damit Schäden an dem Bodendenkmal stark reduziert werden. Dennoch waren 2007 im Zuge des Leitungsbaus Grabungen erforderlich.
2005 und 2006 wurden geophysikalische Prospektionen mittels Magnetfeldmessungen an Teilen des Kastells vorgenommen, wodurch erstmals Aussagen über die Holzbebauung gemacht werden konnte. 2007 wurden diese Forschungen auf den Nordosten des Vicus ausgedehnt. Außerdem fanden im selben Jahr ergänzende Nachuntersuchungen in einem Bereich südlich des Kastells statt, der bereits 1977 angeschnitten worden war.
Für die touristische Erschließung und die Bestandssicherung des Kastelles wurde das von der Bundesregierung 2009 aufgelegte Investitionsprogramm der nationalen UNESCO-Welterbestätten eingeschaltet. Ein Teil der auch aus anderen Förderquellen stammenden Gelder floss in die Nachuntersuchung der beiden einzigen sichtbaren Fundamentzüge des Kastells – für den nördlichen Eckturm und das Nordosttor. Dessen Untersuchung wurde zwischen 2009 und 2010 durch die Ingolstädter Grabungsfirma Pro Arch unter der wissenschaftlichen Leitung von Jan Weinig vorgenommen. Bereits 1908 hatte dort eine Erstdokumentation durch die Reichs-Limeskommission stattgefunden. Der Eckturm wurde nach diesen Maßnahmen neu konserviert. Neben diesen Untersuchungen wurden die Böschungen und Randbereiche des Kastellareals von der bis zu einem Meter starken Schicht aus antikem Bauschutt und Steinen befreit, der aus den angrenzenden Äckern hierher verlagert worden ist. Außerdem wurde der Böschungsbereich von Sträuchern und Gestrüpp befreit. An der Bundesstraße 299 entstand an einem Parkplatz zudem ein Informationspunkt der unter anderem über den ebenfalls neu angelegten Rundweg entlang des Kastells Auskunft gibt. Den Hauptschwerpunkt der Maßnahmen bildete die 2013 abgeschlossene Errichtung eines Stahlgerüsts, das silouettenhaft ein römisches Tor in vereinfachter Form nachbildet. Da diese von einem Architekturbüro entwickelte Konstruktion unmittelbar über den originalen Resten des Nordosttors entstehen sollte, sind dessen Reste nach der Neudokumentation zugeschüttet worden. Für die geplante Konstruktion wurden anschließend fünf bis sieben Meter lange Bohrpfähle in die Erde gerammt und eine Betonplatte über die antiken Fundamente gelegt. Darüber entstand der aus statischen Gründen auf 13 Meter reduzierte Aufbau, dessen Flächen aus einer textilen Bespannung bestehen.
Das gesamte unbebaute Gelände von Kastell und Lagerdorf ist heute durch intensive Landwirtschaft, Erosion und anhaltende Raubgrabungen bedroht, im Innern des Kastells haben seit 1893 keine Grabungen mehr stattgefunden. Die ehemals restaurierten Reste des Osttors und des nördlichen Eckturms sind wieder stark zerfallen.

## Raubgräber
Die Gier der Raubgräber hat in Pförring inzwischen unerträgliche Ausmaße angenommen. So scheuten sich die Täter 2007 nicht, des Nachts auf das damalige Grabungsgelände vorzudringen. Dabei stahlen sie nicht nur Material aus dokumentierten Befunden, sondern raubten aus dem frei liegenden Planum mittels Sonden auch Metallgegenstände. Nur die Anstellung eines Sicherheitsdienstes bereitete dem nächtlichen Treiben ein Ende.

## Vorgeschichtliche Besiedlung
Rund 400 Meter nordwestlich des Kastells lag an einem sanft nach Westen abfallenden Lößhang eine rund 60 × 60 Meter große vorgeschichtliche Befestigungsanlage, die ein verschobenes Quadrat bildet und von drei Parallelgräben umgeben war. Anhand von Luftbildern nimmt man an, dass sie als Spitzgräben ausgeführt worden sind. Die Ausrichtung dieser Annäherungshindernisse ist ungefähr Nord-Süd sowie Südost-Nordwest. Die Forschung geht davon aus, dass das Werk wohl aus der Hallstattzeit stammt und zum Typus der damaligen befestigten Herrenhöfe gehörte. In römischer Zeit wurden auf dem inzwischen völlig eingeebneten Untergrund einer Grabenecke zwei hintereinander liegende Steingebäude ausgeführt, von denen das eine fast quadratische Formen aufweist, während das andere eine längliche Form mit mindestens zwei deutlich getrennten Räumen besitzt. Wahrscheinlich gehörten diese Gebäude noch zum Vicus des Kastells. Zerfurchungen, welche die vorgeschichtliche Anlage ebenfalls am Rand stören, könnten für Lehmgruben einer naheliegenden römischen Ziegelei oder Töpferei sprechen.
Mit der geomagnetischen Prospektion des Kastellinneren in den Jahren 2005/2006 wurden auch im Bereich der Retentura vorgeschichtliche Strukturen deutlich. Deutlich zeigte das Meßbild eine von einem Doppelgraben umgebene, rund 40 × 80 Meter umfassende ovale Anlage, die mit ihrer Längsseite fast genau in Nord-Süd-Richtung ausgerichtet ist und nördlich nahe an das römische Fahnenheiligtum herankommt. Der beim Landesamt für Denkmalpflege tätige Geophysiker Jörg Faßbinder ging von einem endneolithischen beziehungsweise altheimerzeitlichen Erdwerk aus. In späterer Zeit, das Erdwerk war entweder schon vergangen oder wurde einplaniert, entstand an dieser Stelle ein mit einem Doppelgraben umgebener Hof, der in seiner Ausdehnung die alte Anlage problemlos in sich aufnahm. Von ihm wurde 2007 nur der nördliche Teil bekannt. Dieser stößt mit einer abgerundeten Grabenspitze, die bis unter den Innenhof der Principia reicht, in nordwestliche Richtung und könnte, wie sein 400 Meter entferntes nördlicheres Gegenstück, als Gesamtanlage ebenfalls eine verschobene rechteckige Form bilden. An seiner nordnordwestlich ausgerichteten Flanke befindet sich innerhalb der Umfriedung ein wesentlich kleineres Grabenwerk, das Fassbinder als eventuellen hallstattzeitlichen Herrenhof ansah. Diese ebenfalls von einem Doppelgraben umgebene rechteckige Anlage ist mit ihrer Längsseite fast genau in Nord-Süd-Richtung orientiert. Sie übernimmt im Westen den Graben der großen Anlage und überlappt im Osten bis zur Hälfte das Oval der ältesten Siedlungsstelle. Inwieweit diese kleine Anlage und das größere Grabenwerk zeitgleich oder aufeinanderfolgend sind, könnte nur eine Ausgrabung unter den römischen Kulturschichten klären.

## Baugeschichte
Die Besatzung wird wohl durchgehend die in dem am 30. Juni 107 in Weißenburg ausgestellten Militärdiplom genannte Ala I Flavia singularium civium Romanorum pia fidelis (1. Reitertruppe „Flavia singularium“ römischen Bürgerrechts, pflichtbewusst und treu.) gewesen sein. Sie soll zu Beginn des 2. Jahrhunderts das erste Holz-Erde-Kastell errichtet haben. Diverse Funde, vor allem Terra Sigillata, konnten in diese Zeit datiert werden.
Aufgrund der 1843 auf einem Acker aufgefundenen Bauinschrift ist bekannt, dass die Ala das Kastell im Jahr 141 in Stein ausbaute. Die Reichs-Limeskommission konnte feststellen, dass die Wehrmauer aus Kalkstein gut einen Meter stark war und ein hölzerner Wehrgang im Inneren bestand. Zwischentürme wurden nicht entdeckt. Die Rundbögen der vier Doppeltore hatten die Erbauer aus vulkanischem Tuffstein gehauen. Aus den Überresten der Tore selbst konnte ersehen werden, dass sie aus 0,16 Meter starken eisenbeschlagenen Bohlen bestanden hatten.

### Umwehrung

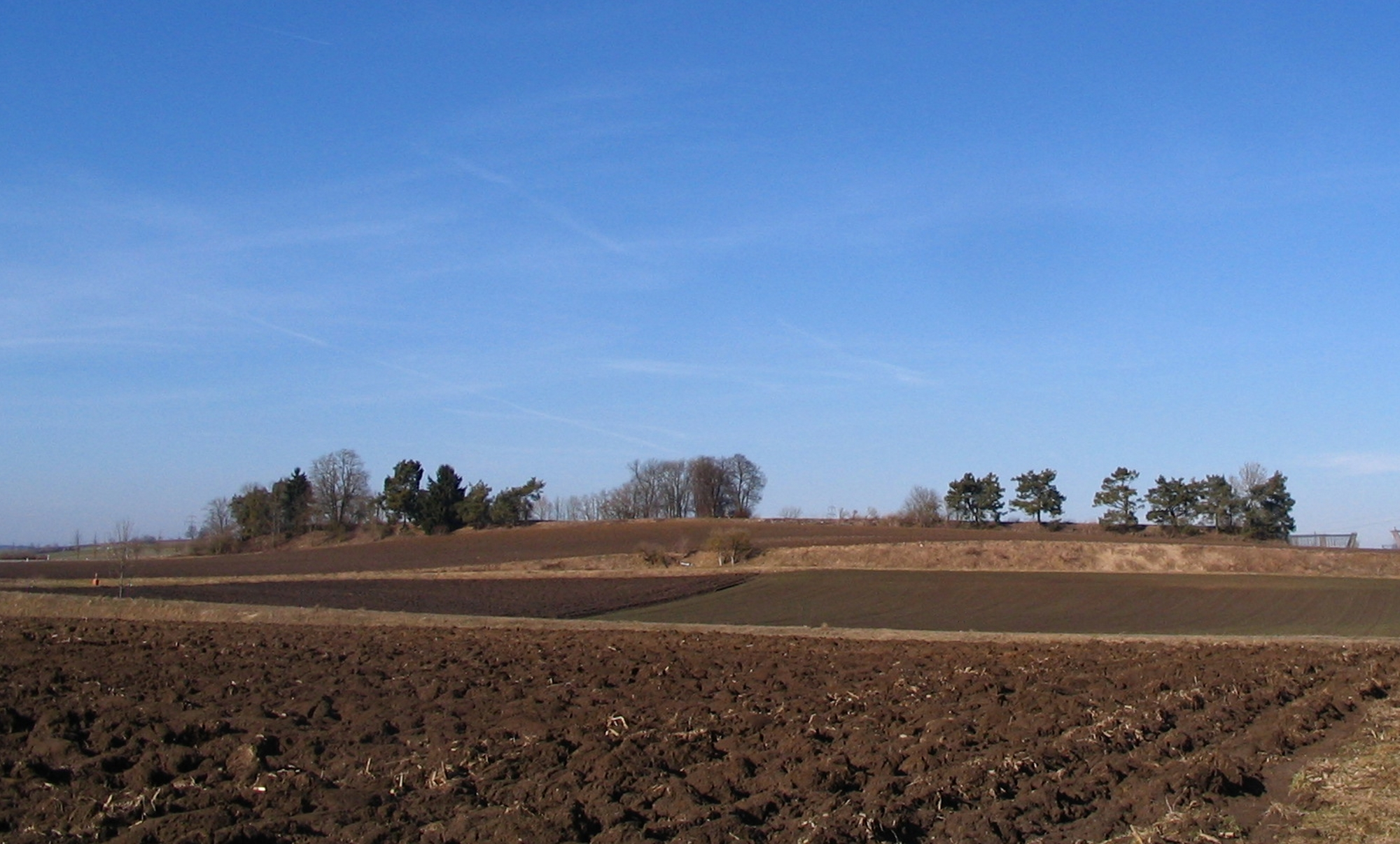
Die im Gelände deutlich erkennbare Böschung des Kastells

Die heute noch bis zu fünf Meter hohe Böschung wurde speziell für die Anlage errichtet. Im Südwesten und Südosten des Kastells sind Terrassierungen festgestellt worden, die möglicherweise mit vorbereitenden Planierungen der Kastellfläche zu tun haben. Wie in dieser Zeitstellung üblich, sind die vier Ecken der rund 194 × 201 Meter (= 3,9 Hektar) umfassenden rechteckigen steinernen Wehrmauer abgerundet (Spielkartenform). In jeder stand ein Wachturm. Zwischentürme sind unbekannt. Alle vier Tore des Lagers waren mit Doppeldurchfahrten ausgestattet und von je zwei Türmen flankiert.
Vor der Böschung stellte man drei Spitzgräben fest. Bis 2007 konnten diese dabei nur an der Nordostseite genauer analysiert werden. Sowohl der äußere als auch der innere Graben setzen vor dem Nordosttor aus, während der mittlere nur über eine hölzerne Brücke passiert wurde. Bei den 2009 unternommenen Ausgrabungen am Nordosttor wurden unter anderem die Reste einer Steintafel aufgedeckt.

### Innenbebauung

#### Principia
Das Stabsgebäude war nach Nordwesten ausgerichtet. Der Aufbau der Principia folgte weitgehend dem im Prinzipat üblichen Schema. Dem eigentlichen Gebäude war eine große Mehrzweckhalle vorgelagert, die mittig über der Via principalis stand. Diese Straße verband in Pförring das Südwest- mit dem Nordosttor. Dahinter gruppierten sich um einen offenen Innenhof die Dienst- und Verwaltungsräume. Mittig, im hinteren Teil der Principia, befand sich das Fahnenheiligtum sowie die Truppenkasse. Dieses Heiligtum war in Celeusum mit einer halbrunden Apsis ausgestattet. Die Ausgestaltung des Heiligtums mit Apsiden war in den römischen Kastellen speziell im germanischen Raum seit Mitte des 2. Jahrhunderts üblich geworden. Die Apsis von Pförring wölbt sich nicht, wie oft am Obergermanisch-Raetischen Limes beobachtet, aus dem Baukörper hinaus, sondern ist für den außenstehenden Betrachter unsichtbar in die Anlage integriert, wie dies ähnlich beim Kleinkastell „In der Harlach“ noch heute zu sehen ist. Im Stabsgebäude wurden Haar- und Gewandreste einer Großbronze aufgefunden, die in die Zeit zwischen 150/250 n. Chr. datiert werden.

#### Unterkünfte und Versorgungsbauten
Westlich, neben den Principia lag vermutlich ein Speicherbau (Horreum), der erstmals durch Luftbilder bekannt wurde. Östlich stellte die Magnetometerprospektion einen komplexen Baukörper fest, der zu den Überresten des Kommandantenhauses (Praetorium) gehören könnte. Bekannt sind heute auch viele Einzelheiten über die in verputzter Fachwerkbauweise errichteten länglichen Mannschaftsbaracken und Ställe. Jede Wohneinheit (Contubernium) bestand aus einem Vorraum (Arma), in dem Waffen und eventuell Rösser untergebracht waren, sowie dem sich anschließenden eigentlichen Wohnraum der Soldaten (Papilio – lat. „Zelt“). Am Ende jeder Baracke befand sich ein Kopfbau mit der Wohnung für Zenturionen. Im Vorderlager (Praetentura), dem zwischen Prätorialfront und den Principia gelegenen Lagerbereich, befanden sich längs der Via praetoria (Lagerhauptstraße vom Stabsgebäude zum Nordwesttor), je zwei Mannschaftsunterkünfte mit den Stirnseiten zur Straße hin. Die nördlicheren zwei waren als Doppelbaracken für Ross und Reiter ausgeführt, gefolgt von zwei Baracken normaler Größe. Das gleiche Bild bot sich in der Retentura, dem rückwärtigen Lagerareal südlich des Stabsgebäudes. Zur Wehrmauer hin, jetzt die dort ausfallende Via decumana wieder mit der Schmalseite flankierend, waren zwei Doppelbaracken errichtet worden. Davor konnte das Magnetometer zumindest eine Einfachbaracke östlich der Via decumana deutlich ausmachen. Die westlich in der Messung erkennbaren grubenartigen Anomalien machen auch dort eine Mannschaftsunterkunft wahrscheinlich, was dem Normschema zeitgleicher Kastelle entsprechen würde. Weitere längliche Baracken für die Truppe wurden im Bereich der äußeren Latera, dem Lagermittelteil, auf dem sich auch die Principa, das Horreum und das Praetorium befand, gemacht. Hier sind die Unterkünfte mit ihren Längsseiten an der das Kastellinnere umgebenden Via sagularis, der Lagerringstraße, errichtet worden. Dort befinden sich noch weitere Strukturen, welche zu Werkstätten (Fabrica) und anderen in einer Kaserne benötigten Bauten gehören könnten.

#### Weitere Einzelheiten und das Ende des Kastells

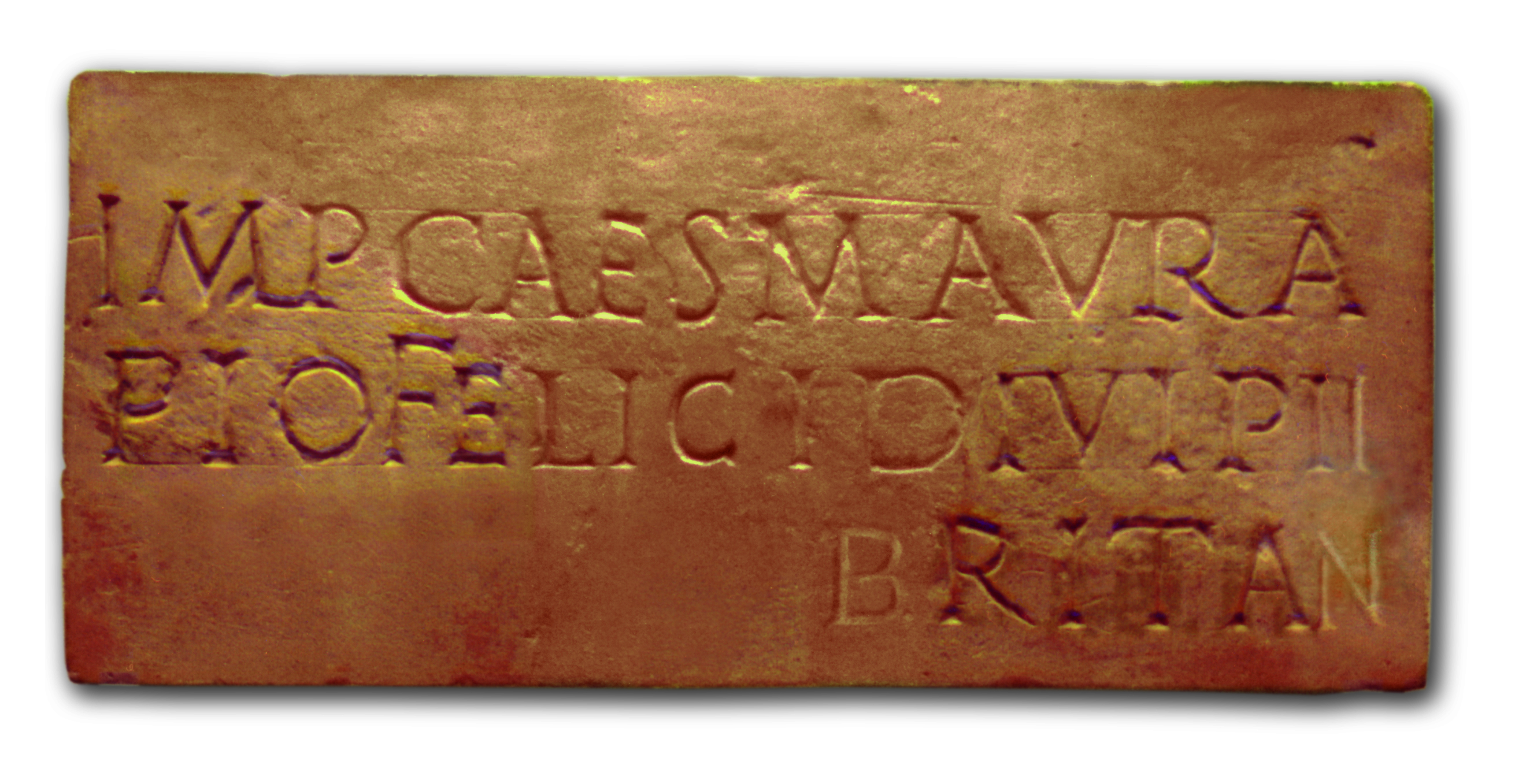
Fragmentarische Kopie einer Ehreninschrift für Kaiser Caracalla (211 bis 217). Das Original ist verloren.

Man nimmt an, dass Kaiser Caracalla 213 das Lager besucht hat. Darauf weisen die Überreste einer Kalksteinplatte hin, auf der ursprünglich neun Zentimeter hohe vergoldete Buchstaben aus Bronzeblech befestigt waren. Diese Platte wird als Teil einer Ehreninschrift für den Kaiser angesehen. Solche Inschriften mit eingelegten Buchstaben wurden an vielen anderen Kastellplätzen des Limes ebenfalls aufgedeckt, beispielsweise in Pfünz und am Schirenhof.
Das Ende des Lagers wird im Alamannensturm des Jahres 233 gesehen. Ein leider unvollständiger Schatzfund endet mit einer Münze aus der Regierungszeit des Kaisers Severus Alexander (222–235), doch könnte das Ende auch wesentlich später gekommen sein.

### Bauinschrift

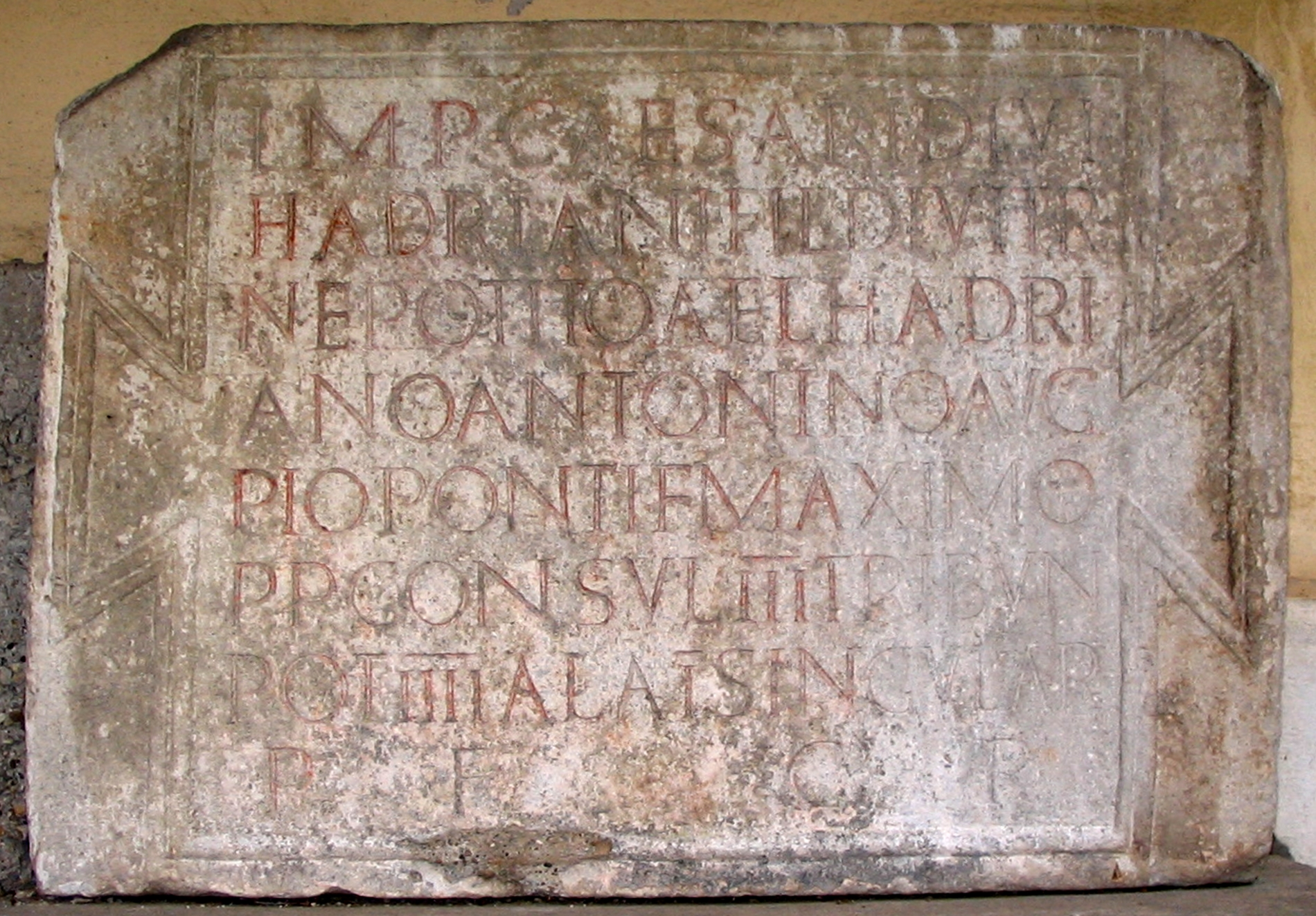
Bauinschrift

Die Bauinschrift aus dem Jahr 141 galt Kaiser Antoninus Pius (138–161) und lautet im Original:
Imp(eratori) Caesari divi
Hadriani fil(io) divi Tr(aiani)
nepo(ti) Tito Ael(io) Hadri
ano Antonino Aug(usto)
Pio pontif(ici) maximo
p(atri) p(atriae) consul(i) III tribun(icia)
pot(estate) IIII ala I singular(ium)
p(ia) f(idelis) c(ivium) R(omanorum)
Übersetzung: „Dem Imperator Cäsar, Sohn des vergöttlichten Hadrian, Enkel des vergöttlichten Trajan, dem Titus Aelius Hadrianus Antoninus Augustus Pius, Oberpriester, Vater des Vaterlandes, zum dritten Mal Konsul zum vierten Mal Inhaber der tribunizischen Gewalt, die erste Reitertruppe „Flavia singularium“ römischen Bürgerrechts, pflichtbewusst und treu.“
Das Original dieser Inschrift befand sich lange Zeit an der Seitenwand der Sebastianikirche in Pförring. 2012 kam es zur Restaurierung in einen örtlichen Steinmetzbetrieb und soll künftig auf dem Marktplatz aufgestellt werden.

## Truppe und Offiziere

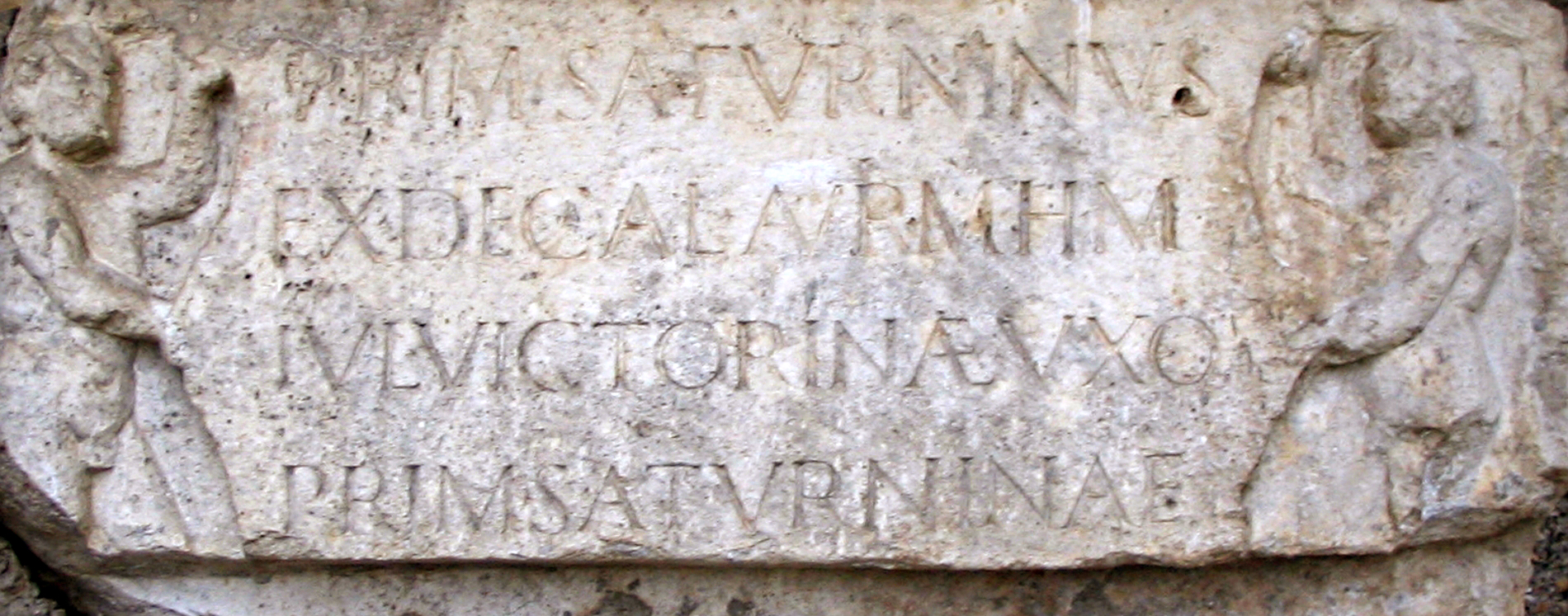
Grabinschrift des Primus Saturninus

Die Ala I Flavia singularium civium Romanorum pia fidelis war eine rund 500 Mann starke Reitertruppe. Einige erhalten gebliebene Hinterlassenschaften belegen Offiziere dieser Einheit. Doch auch Militärs anderer Garnisonen ließen sich nach ihrer ehrenvollen Entlassung aus dem Militärdienst in dem nach Fundlage bedeutenden Limesort Pförring nieder. So kam der offenbar wohlhabende Decurio (Rittmeister) Primus Saturninus der Ala I Hispanorum Auriana im ausgehenden 2. Jahrhundert n. Chr. vom Kastell Weißenburg hierher. Seine 1,22 × 0,5 Meter große Grabinschrift, die einst zu einem entsprechenden Monument gehörte, fand sich 1903 beim Umbau der Pfarrkirche von Pförring und ist heute an der dortigen Sebastianskapelle zu finden: Neben dem Decurio wird dessen Frau, Julia Victorina genannt.
Prim(us) Saturninus
ex dec(urione) al(ae) Auri(anae) m(issus) h(onesta) m(issione)
Iul(iae) Victorinae uxo(ri)
Prim(ae) Saturninae / [ ---
Übersetzung: „Primus Saturninus, ehemaliger ehrenvoll entlassener Rittmeister der Ala Auriana hat seiner Ehefrau Julia Victorina …“
Auch der Name eines Kommandeurs (Praefectus alae) der Ala I Flavia singularium civium Romanorum pia fidelis, Aelius Bassianus, blieb auf einem Altar für die Campestres und die keltische Pferdegöttin Epona erhalten.
Campest(ribus) et
Eponae ala I
sing(ularium) p(ia) f(idelis) c(ivium) R(omanorum) qui prae(est)
Ael(ius) Bassianus
praef(ectus) v(otum) s(olvit) l(ibens) l(aetus) m(erito)
Übersetzung: „Für die Göttinnen des Manöverplatzes und Epona, hat die Erste Ala Flavia Singularium römischer Bürger, zuverlässig und treu, die Aelius Bassianus befehligt, ihr Gelübde gern, freudig und nach Gebühr eingelöst.“

## Kastellbad
Das Kastellbad befand sich 150 Meter südöstlich des Kastells und war mit Fresken ausgestattet. Es ist bereits 1823 zerstört worden.

## Vicus, Tempel und Gräber
Nach vorangegangenen älteren Grabungen wurde während der Notgrabung beim Bau der Umgehungsstraße im Jahr 1977 rund 250 Meter südlich der Porta decumana die aus diesem Tor herausführende Straße angetroffen. Die auf diese Trasse hin orientierten hölzernen Streifenhäuser wurden als älteste Bauspuren des Lagerdorfes interpretiert. Um sich ein genaueres Bild von dieser Situation zu machen, fand 2007 eine ergänzende Grabung in diesem Bereich statt. Es wurde festgestellt, dass die aus der Porta decumana nach Süden in Richtung Donau führende, gut ausgebaute Straße in dem untersuchten Areal 5,40 Meter breit gewesen war. Zwei Nutzungshorizonte wurden erkannt, wobei sich die bereits bekannten Streifenhäuser an der älteren Trasse, die möglicherweise nur eine Art Trampelpfad war, orientierten. Mit dem Ausbau des Weges erhielt die Straße an ihrem östlichen Rand einen begleitenden, bis zu 1,20 Meter breiten Straßengraben. Das datierbare Keramikspektrum aus dem Graben wurde wohl um die Mitte des 2. Jahrhunderts n. Chr. hergestellt.
1978 fanden anlässlich des Straßenneubaus Grabungen unmittelbar westlich des Kastells statt. Auch hier wurde das Lagerdorf (Vicus) angeschnitten. Dabei konnten diverse Steinbauten untersucht werden.
Bei den bisherigen Ausgrabungen wurde in einem Tempel Silbergeschirr geborgen und Anfang der 1980er-Jahre im Osten eine Töpferei aufgedeckt. Nahebei konnten frühgeschichtliche Gräber beobachtet werden. Bei den geophysikalischen Prospektionen 2007 konnte im Nordosten festgestellt werden, dass der Vicus einen unbebauten Abstand von rund 60 Metern zum Kastell einhält. Erst hinter einer das Lager umgehenden Straße, die parallel zur Wehrmauer von Südosten nach Nordwesten verläuft, sind Siedlungsstrukturen erkennbar. An der Nordecke des äußeren Kastellgrabens knickt die genannte Trasse nach Südwesten ab und führt dann an der Nordwestfront des Kastells vorbei zur Heerstraße nach Kösching. Im Süden läuft sie am Kastellbad vorbei.
Durch die anhaltende regelmäßige landwirtschaftliche Nutzung wurden in der Vergangenheit auch immer wieder Brandgräber, die sich unter anderem im Norden an das Kastell anschließen, angeackert. Rund 300 Meter nordöstlich der militärischen Anlage, bereits außerhalb des Vicus, lag beiderseits der aus dem Kastell führenden antiken Trasse nach Castra Abusina (Eining) ein weiteres zu Pförring gehörendes Gräberfeld. Die auf diesem Platz gemachten Grabfunde lassen auf einen hohen Lebensstandard der Vicusbewohner schließen. Unter den aufgefundenen Urnen waren auch sogenannte Gesichtsurnen. 1979 konnte nahe dieser Römerstraße mit Hilfe der Luftbildarchäologie das Fundament eines Grabturmes angesprochen werden. Grabtürme sind ebenfalls als Monumente des gesellschaftlichen Ansehens und Wohlstands einer Familie anzusehen.
Zum Ende des Lagerdorfes fanden sich bei den Grabungen von 2007 Spuren. Über dem Vicusbefund lagerte eine bis zu über einem Meter mächtige Kulturschicht. Sie enthielt unter anderem einen Auflassungshorizont sowie einen darüberliegenden römische Planierschicht. Einige beweiskräftige Funde aus dem römischen Auflassungshorizont wie mittelgallische und rheinzaberner Terra sigillata sowie einige Münzen datieren in die Zeit ab der Mitte des 2. Jahrhunderts n. Chr. In der Zone dieses Altvicus wurde auch ein hölzerner Faßbrunnen entdeckt, der zwischen 150 und 160 n. Chr. errichtet wurde. Ein weiterer Brunnen in Kastenbauweise konnte dendrochronologisch untersucht werden. Seine Erbauung fällt in das Jahr 220 n. Chr.
Zusammenfassend konnte festgestellt werden, dass die aufgefundenen großen und repräsentativen Gebäude in ihrer Zahl und in ihrem Umfang den Eininger Befund deutlich übertreffen, was auf die Größe und Wichtigkeit von Pförring schließen lässt. Die anhaltenden Untersuchungen am Kastell konnten auch viele Gebäudereste im Südosten und im Nordosten des Kastells ausmachen.

## Weiteres Fundmaterial

### Keramik

Terra-Sigillata-Schüssel der Form Drag. 37 mit dem Töpferstempel Satto fecit – „Satto hat dies gemacht“

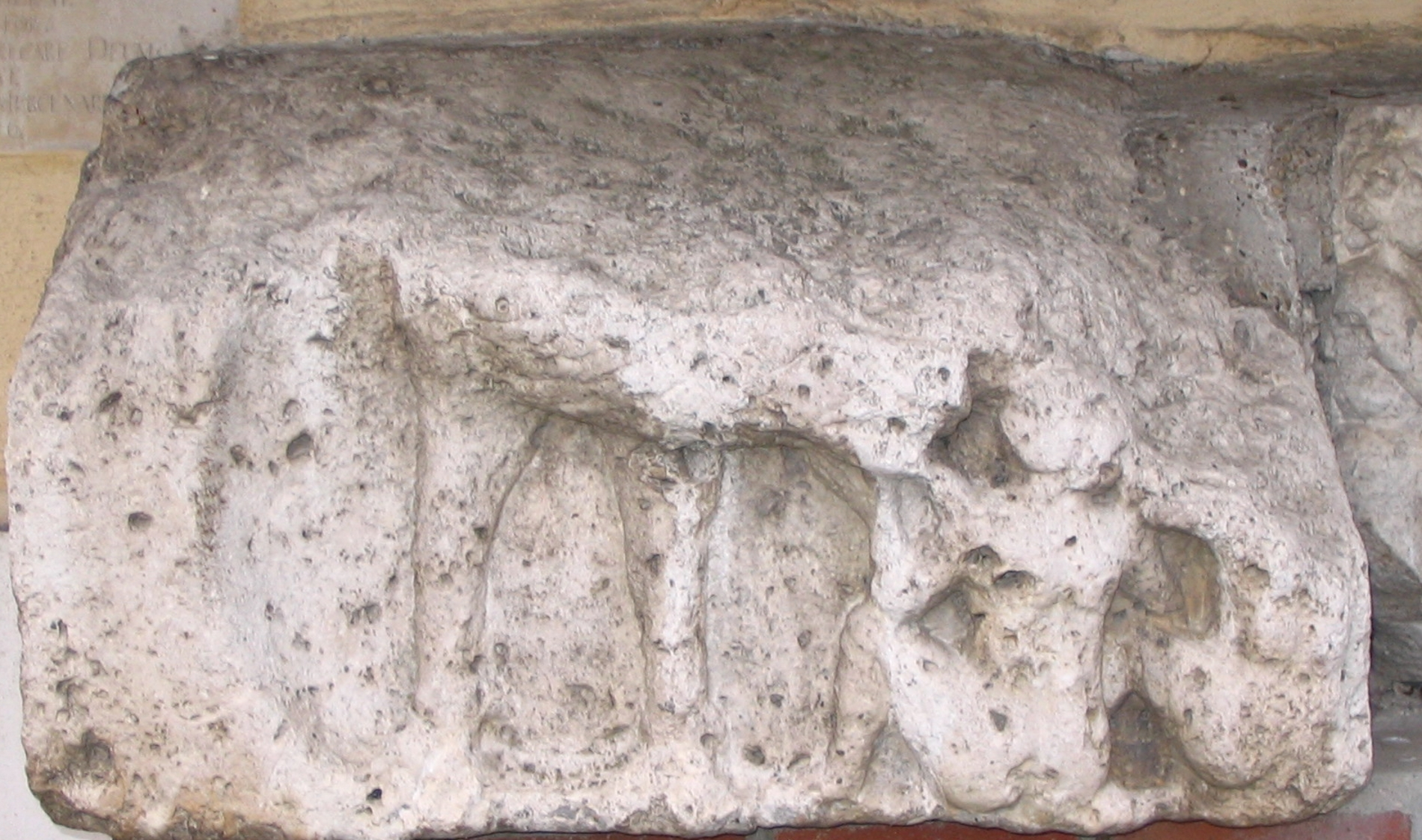
Das Relief mit Romulus und Remus

Mithilfe der Keramik konnte eine Gründung des Kastells in die Regierungszeit des Kaisers Trajan (98–117) verortet werden. Die Töpferstempel auf der gefundenen Terra Sigillata (Satto fecit, Drag. 37, Carantini M [verschollen] und Mercator) sprechen für diese Datierung.

### Militaria
In einer Brandschicht in den Principia wurden unter mehreren Metallfunden auch Pfeilspitzen und Geschossbolzen gefunden. Der Fund tönerner Schleudergeschosse erlaubt darüber hinaus einen weiteren Einblick in die Bewaffnung der Truppe.
Aus einem im Lagerdorf gehobenen Depotfund, der in der unsicheren Zeit der ersten Hälfte des 3. Jahrhunderts n. Chr. angelegt worden ist, stammen zwei größere bronzene Fragmente von Brustschließblechen, Fragmente weiterer Brustschließbleche und anderer Ausrüstungsteile von Paraderüstungsteilen der Kavallerie. Zu dem Hort gehörten auch die noch in Fragmenten erhaltenen Reste von zwei bronzenen Maskenhelmen „orientalischen“ Typs. Diese Funde befinden sich heute in der Archäologischen Staatssammlung in München.
1990 fand sich im Kastell das Oberteil einer im 2./3. Jahrhundert entstandenen einteiligen bronzenen Beinschiene mit der Darstellung der Siegesgöttin Victoria und des Kriegsgottes Mars. Auch dieses Stück befindet sich in München.

### Steindenkmäler
Bekannt sind neben der Bauinschrift in der Mauer des Kirchhofs von Pförring insbesondere auch zwei Grabsteine und ein Steinrelief, das Romulus und Remus darstellt. Alle drei Stücke befinden sich heute an der Sebalduskapelle bei der Pfarrkirche. Die übrigen Funde wurden in die Archäologische Staatssammlung nach München und zum ur- und frühgeschichtlichen Museum Eichstätt verbracht.

## Nachkastellzeitliche Nutzung
Während der Völkerwanderung wurde Pförring für vereinzelte Bestattungen genutzt. So fand sich im ältesten Vicusbereich 1977 die nachrömische Bestattung eines Mannes mit sehr wenigen, schlichten Beigaben. Eine zwei Meter entfernte Grube enthielt zwei Pferdeskelette. Eine unmittelbare Neubesiedlung des Ortes ließ sich aus diesen Einzelfunden jedoch nicht erschließen.
Ein bedeutender Fund, der im Sommer 2016 geborgen wurde, war ein unberaubtes, nachkastellzeitliches Kammergrab. Es wirft schlaglichtartig einen Blick auf die Zeit der Spätantike, als sich die Römer wieder hinter die Donau zurückgezogen hatten und Pförring aufgegeben worden war. Das Grab, das auf einer Anhöhe lag, wurde im Vorgriff eines geplanten Neubaugebiets im Nordwesten von Pförring aufgedeckt. Es kam in einer zukünftigen Kanaltrasse ans Licht. Unweit des ehemaligen römischen Siedlungsraumes ließen sich offensichtlich germanische Neuankömmlinge nieder. Zu diesen gehörte eine wohlhabende Oberschicht, wie dies die Funde rund um die Frauenbestattung verdeutlichen. Die junge, 1,73 Meter große Frau trug unter anderem mindestens sieben Ketten aus Koralle, Bernstein, Glas und Metall um den Hals. Es fanden sich Bronzefibeln, ein Knochenkamm, ein Webschwert sowie eine Haarnadel. Bemerkenswert war auch das Gürtelgehänge. Zu diesem zählten Zierschlüssel, Döschen, Büchsen, Pinzette sowie ein Meeresschneckengehäuse. Neben Keramikbeigaben wurde eine Glasvase freigelegt. Wie archäologische Grabungen im Jahr 2007 beweisen, gab es auch eine frühmittelalterliche Siedlungsphase. In der südöstlichen Vicuszone kam ein Reihengräberfeld aus dem frühen 7. Jahrhundert zu Tage.
Der guterhaltene antike Bestand des Kastells ist auf die erneute Nutzung als Wehrbau im Mittelalter zurückzuführen. Dies zeigt, dass zumindest der Mauerring des Lagers nach dem Limesfall noch in einem mehr oder minder gutem Zustand gewesen sein muss. Im Mittelalter wurde eine 8 × 12 Meter große rechteckige Kapelle mit halbrunder Apsis im Inneren der einstigen, an die Principia angeschlossenen Mehrzweckhalle, errichtet. Sie lag, die Apsis nach Osten gerichtet, im Bereich der ehemaligen nordöstlichen Stirnseite des Gebäudes und nimmt keinerlei Rücksicht auf die antiken Baustrukturen.

## Pförring im Nibelungenlied
Das Nibelungenlied erwähnt den Donauübergang beim Kastell als ze Vergen (bei den Fährleuten). Demnach erreichten die Burgunderfürsten Giselher und Gunther, die ihre Schwester Kriemhild auf ihrer Brautfahrt zu König Etzel begleiten, über die Römerstraße den Kastellplatz, der während des Mittelalters aufgrund der Weiternutzung noch deutlich sichtbar war, und das Flussufer.

## Denkmalschutz
Das Kastell Pförring und die erwähnten Anlagen sind geschützt als eingetragene Bodendenkmale im Sinne des Bayerischen Denkmalschutzgesetzes (BayDSchG). Nachforschungen und gezieltes Sammeln von Funden sind erlaubnispflichtig, Zufallsfunde sind den Denkmalbehörden anzuzeigen.
Das Kastell Pförring ist kein Bestandteil des 2021 anerkannten UNESCO-Welterbes Grenzen des Römischen Reichs – Donaulimes (westliches Segment),
obwohl dessen westlicher Beginn in Bad Gögging liegt.